# 南海佛学院
南海佛学院，位于中国海南省三亚市，是由海南省民族宗教事务委员会主管、海南省佛教协会主办的四年制本科佛教学院。

## 简介
南海佛学院是国家宗教事务局批复建设，由海南省民族宗教事务委员会主管、海南省佛教协会主办的四年制本科佛教学院。南海佛学院东到南山寺，西到大小洞天，规划用地面积618.18亩，由佛学研究区、文化交流区、汉传佛教区、居士修行区及其他功能区等7个区域组成。2017年7月1日，南海佛学院项目一期工程全部完工。截至2017年9月开学时，已有4栋教学楼、3栋宿舍楼、1栋斋堂投入使用，一期工程其余12栋建筑物将在2017年11月中旬前投入使用。二期工程计划在2018年12月全部完工。
2017年9月23日，南海佛学院举行开学典礼，首批227名学生到校。开学时，南海佛学院有汉传佛学系、佛教音乐系、佛教美术系、佛教管理系、佛教建筑系、佛教研究所，此外还设有佛教建筑遗产保护中心、佛经刊行中心、南海佛教大数据中心、佛教建筑设计研究院。2017年招生的共有8个本科专业：汉传佛学、佛教音乐、佛教美术、禅茶、寺院管理、社会工作与慈善管理、佛教建筑保护与设计、佛学与生命科学管理。南海佛学院还将设“澜湄合作学院”，为澜湄六国（中国、缅甸、老挝、泰国、柬埔寨、越南）提供佛学文化交流平台，2017年底老挝、柬埔寨等国留学生将来此学习。

## 历任院长
名誉院长
- 班禅额尔德尼·确吉杰布（2015年—）[2]
- 颂德·帕摩诃拉查曼克拉赞（2015年—）[2]

院长
- 释印顺_(中国佛教协会)（2017年—）[1][2]